# Méryrê II (surintendant de Néfertiti)
Méryrê II est un noble de l'Égypte antique connu comme étant le surintendant de la reine Néfertiti, et porte les titres de « scribe royal », d'« intendant », de « surveillant des deux trésors », de « surveillant du harem royal de Néfertiti ». Il a fait construire une tombe à Amarna, bien que ses restes n'aient jamais été identifiés. Cette tombe est la dernière apparition datée d'Akhenaton et de la famille amarnienne.

## Tombe de MéryrêII
La tombe de Méryrê II est la sépulture royale connu sous le nom de Tombe 2 d'Amarna. La tombe date de la XVIIIe dynastieIl est situé sur le côté nord de l'oued qui divise le groupe de tombes connues collectivement sous le nom de Tombes du Nord, près de la ville d'Amarna, Égypte. La tombe a été largement détruite. Elle était décorée de la dernière apparition datée d'Akhenaton et de la famille amarnienne, datant du deuxième mois, année 12 de son règne.